# Tenis na OI 2012.
Tenis na OI 2012. u Londonu održavao se od 28. srpnja do 5. kolovoza na terenima All England Cluba u Wimbledonu.

## Osvajači medalja
| Kategorija           | Zlato                          | Srebro                            | Bronca                           |
| Muškarci pojedinačno | Andy Murray                    | Roger Federer                     | Juan Martín del Potro            |
| Žene pojedinačno     | Serena Williams                | Marija Šarapova                   | Victoria Azarenka                |
| Muškarci parovi      | Bob Bryan Mike Bryan           | Michaël Llodra Jo-Wilfried Tsonga | Julien Benneteau Richard Gasquet |
| Žene parovi          | Serena Williams Venus Williams | Andrea Hlaváčková Lucie Hradecká  | Marija Kiriljenko Nadia Petrova  |
| Mješoviti parovi     | Victoria Azarenka Max Mirnyi   | Laura Robson Andy Murray          | Lisa Raymond Mike Bryan          |